# Rinyaújnép
Rinyaújnép är ett samhälle i provinsen Somogy i Ungern. Rinyaújnép ligger i distriktet Barcs och har en area på 8,28 km². År 2001 hade Rinyaújnép totalt 58 invånare.